# ورزشگاه الکرخ
ورزشگاه الکرخ ورزشگاهی چندکاربردی در شهر بغداد عراق می‌باشد. امروزه از آن بیشتر برای برپایی مسابقه‌های فوتبال و به عنوان ورزشگاه خانگی باشگاه ورزشی الکرخ استفاده می‌شود. این ورزشگاه گنجایش ۶۰۰۰ نفر تماشاچی را دارد.